# Ljungsjön (Torpa socken, Småland)
Ljungsjön är en sjö i Ljungby kommun i Småland och ingår i Lagans huvudavrinningsområde. Sjön har en area på 0,151 kvadratkilometer och ligger 148,9 meter över havet.

## Delavrinningsområde
Ljungsjön ingår i det delavrinningsområde (629137-136603) som SMHI kallar för Mynnar i Bolmån. Medelhöjden är 155 meter över havet och ytan är 42,58 kvadratkilometer. Räknas de 3 avrinningsområdena uppströms in blir den ackumulerade arean 121,65 kvadratkilometer. Torpaån som avvattnar avrinningsområdet har biflödesordning 3, vilket innebär att vattnet flödar genom totalt 3 vattendrag innan det når havet efter 103 kilometer. Avrinningsområdet består mestadels av skog (65 procent) och sankmarker (11 procent). Avrinningsområdet har 0,86 kvadratkilometer vattenytor vilket ger det en sjöprocent på 2 procent.